# Lianyungang
Lianyungang (in cinese: 连云港; in pinyin: Liányúngǎng; letteralmente "il porto collegato alle nuvole") è una città della Cina nella provincia dello Jiangsu.

## Storia
In un documento del 65 d.C. viene menzionata una comunità buddista già presente nell'area della odierna Lianyungang; gli studiosi ritengono che quella comunità abbia anche realizzato i bassorilievi presenti sul Monte Kongwangshan. 
Wu Cheng'en, autore del famoso romanzo Viaggio all'ovest (Xiyou Ji), nacque a Lianyungang nel XVI secolo.
All'estremità sinistra della città gli olandesi nel 1933 costruirono un porto. La città divenne famosa inoltre per l'estrazione del sale

## Amministrazione

### Gemellaggi
- Sakai, dal 1983
- Città di Greater Geelong, dal 1991
- Mokpo, dal 1992
- Napier, dal 1994
- Volžskij, dal 1997
- Saga, dal 1998